# کورنینگ (کالیفرنیا)
کورنینگ (به انگلیسی: Corning) شهری در شهرستان تهاما، کالیفرنیا ایالت کالیفرنیا است که در سرشماری سال ۲۰۱۰ میلادی، ۷۶۶۳ نفر جمعیت داشته‌است.